# Pratapsasan
Pratapsasan es una ciudad censal situada en el distrito de Khordha en el estado de Odisha (India). Su población es de 12830 habitantes (2011). Se encuentra a 11 km de Bhubaneswar y a 31 km de Cuttack.

## Demografía
Según el censo de 2011 la población de Pratapsasan era de 12830 habitantes, de los cuales 6634 eran hombres y 6196 eran mujeres. Pratapsasan tiene una tasa media de alfabetización del 86,62%, superior a la media estatal del 72,87%: la alfabetización masculina es del 92,04%, y la alfabetización femenina del 80,80%